# Harry Cleaver (Politikwissenschaftler)

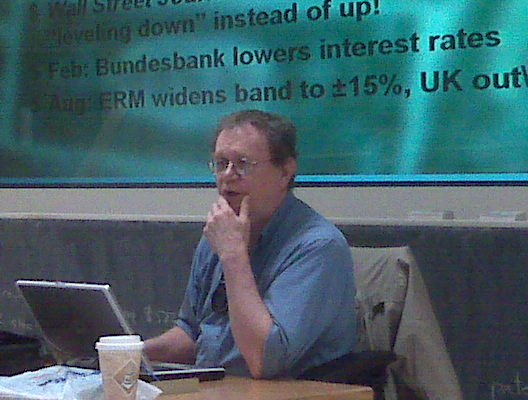

Harry Cleaver Jr. (* 21. Januar 1944) ist ein US-amerikanischer Wissenschaftler, marxistischer Theoretiker, und emeritierter Professor der University of Texas at Austin.

## Leben
Cleaver ging an der Beavercreek High School zur Schule und studierte Wirtschaft am Antioch College in Ohio. Er schlug eine akademische Laufbahn ein und promovierte schließlich 1975 an der Stanford University. Im Anschluss war er seit 1976/1977 an der University of Texas at Austin tätig.
Er wurde bekannt als Autor des Werkes „Reading Capital politically“ (in Übersetzung: „‚Das Kapital‘ politisch lesen“), das 1979 erschien. Cleaver engagiert sich aktuell auch in der Zapatistischen Bewegung in Chiapas, Mexiko.

## Werke
- Rupturing the Dialectic: The Struggle Against Work, AK Press  Chico, ISBN 1849352275
  - dt.: Der Kampf gegen die Arbeit und der Bruch mit der Dialektik des Kapitals, Mandelbaum Verlag, Wien 2019, ISBN 978-3-85476-671-1.
- Reading Capital politically, Harvester Press Brighton, 1979, ISBN 0-85527-767-X
  - dt.: »Das Kapital« politisch lesen, Mandelbaum Verlag, Wien 2012, ISBN 978-3-85476-604-9.

| Personendaten    | Personendaten |
| ---------------- | --- |
| NAME             | Cleaver, Harry |
| ALTERNATIVNAMEN  | Cleaver, Harry junior (vollständiger Name)                                                                                |
| KURZBESCHREIBUNG | US-amerikanischer Wissenschaftler, marxistischer Theoretiker und emeritierter Professor der University of Texas at Austin |
| GEBURTSDATUM     | 21. Januar 1944 |